# Mimapsilopa cressoni
Mimapsilopa cressoni is een vliegensoort uit de familie van de oevervliegen (Ephydridae). De wetenschappelijke naam van de soort is voor het eerst geldig gepubliceerd in 1982 door Lizarralde de Grosso.